# Louis Auguste Théodore Pein (1867-1915)
Louis Auguste Théodore Pein, né le 30 juin 1867 à Ille-sur-Têt et mort le 10 mai 1915 à Acq, est un militaire français ayant combattu durant la Première Guerre mondiale.

## Biographie

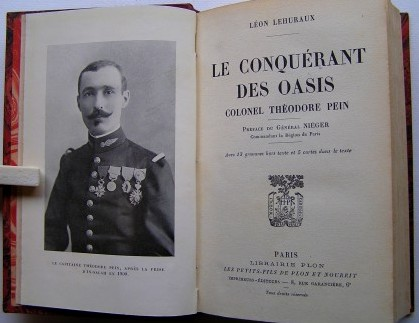
Le Conquérant des oasis

Louis Auguste Théodore Pein est le fils de Louis Auguste Théodore Pein (colonel) et de Mélanie Esquerré.
Engagé volontaire pour 5 ans le 24 octobre 1887, il sort de l’école spéciale militaire de Saint-Cyr (promotion Tombouctou 1887-1889) avec le grade de sous lieutenant au 106e régiment d'infanterie en 1889.
Lieutenant en 1891, il est affecté au 2e Bataillons d'infanterie légère d'Afrique en 1893. Il est nommé Capitaine en 1898.
Le 29 décembre 1899, il repousse victorieusement une attaque des Ksouriens sur la Kasbah d'In Salah.
En 1906, il est fait Officier de la Légion d'honneur, il est alors le commandant supérieur du cercle de Mecheiria.
Il commande la 1re brigade de la Division marocaine en 1914. Blessé à Carency le 9 mai, il décède le 10 à l'ambulance Acq. Il repose dans son village natal des Pyrénées-Orientales

## Campagnes
- Algérie de 1893 à 1895, puis de 1896 à 1897.
- Régions sahariennes de 1895 à 1896, puis de 1897 à 1903.
- Première Guerre mondiale.

## Distinctions
- Chevalier de la Légion d'honneur en 1900.
- Officier de la Légion d'honneur en 1906.

### Sources
- « Cote LH/2081/22 », base Léonore, ministère français de la Culture
- Léon Lehuraux: Le Conquérant des oasis, Plon (1935)